# Nova Araçá

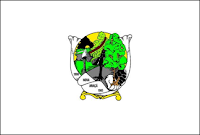
Bandera de la ciudad Nova Araçá, Rio Grande do Sul, Brazil.

Nova Araçá es un municipio brasileño del estado de Rio Grande do Sul.
Se encuentra ubicado a una latitud de 28°39′34″ S y una longitud de 51°44′42″ O, estando a una altitud de 597 metros sobre el nivel del mar. Su población estimada para el año 2004 era de 3.425 habitantes.
Ocupa una superficie de 54,345 km².
- Datos: Q1757678
- Multimedia: Nova Araçá / Q1757678